# Cinderela Baiana
Cinderela Baiana é um filme de comédia musical brasileiro de 1998, dirigido por Conrado Sanchez e produzido por Antonio Polo Galante. O filme é uma biografia ficcional da ex-dançarina do É o Tchan! Carla Perez, sendo sua estreia no cinema. Após ser produzido por três meses nas cidades de Salvador e Milagres, foi lançado em 4 de setembro de 1998 através da Art Filmes nos cinemas, e menos de três meses depois em VHS. Desde então, o filme foi duramente criticado e é considerado um dos piores filmes brasileiros já feitos.

## Enredo
Carla (Carla Perez) vive com os pais, Raimundo (Armindo Bião) e Maria (Juliana Calil), em uma pobre cabana no sertão da Bahia. Após a morte de sua mãe, ela e seu pai se mudam para Salvador, onde almejam uma vida melhor. Dançarina talentosa sem nunca ter estudado, Carla logo é avistada por Pierre (Perry Salles) e seu assistente Beto (Val Perré) e é alçada ao estrelato, mas a jovem logo descobre que o empresário é um homem inescrupuloso, interessado somente em explorá-la ao máximo em troca de dinheiro, o qual nunca é repassado para ela. Ajudada por seus dois amigos, Bucha (Fábio Vidal) e Chico (Lázaro Ramos), e por seu namorado, Alexandre (Alexandre Pires), ela ganha forças para lutar contra Pierre e ganhar a vida com a dança por conta própria, não dependendo mais de ninguém.

## Elenco[1]
- Carla Perez como Carla Gomes
- Alexandre Pires como Alexandre
- Perry Salles como Pierre
- Val Perré como Beto
- Lucci Ferreira como Fred
- Lázaro Ramos como Chico
- Fábio Vidal como Bucha
- Paulo David como João Gomes
- Juliana Calil como Maria Gomes
- Samantha Urban como Graça
- Antônio Cozido como Professor Antônio
- Armindo Bião como Raimundo Almeida
- Alba Soares como Alba
- Claudia di Moura como mãe Cléa
- Carla Fabianny como Carla Gomes criança

## Produção e lançamento
Cinderela Baiana foi dirigido por Conrado Sanchez e produzido por Antonio Polo Galante, marcando a estreia de Carla Perez, dançarina do grupo É o Tchan!, no cinema. O filme é uma comédia musical infanto-juvenil que tem Carla como a protagonista de sua própria história, mas segundo o diretor, "O enredo tem a ver com a vida da dançarina, mas, no fundo, é uma ficção. No filme, Carla tem uma infância um pouco mais triste e mais pobre do que na realidade". Alexandre Pires, do grupo Só Pra Contrariar e namorado de Carla na época, também participa do filme.
No dia 29 de abril de 1998, Carla informou ao O Globo que havia recebido uma proposta da Art Filmes em gravar um longa-metragem dois anos antes, mas rejeitou. Na publicação, ela diz: "Agora, recebi outra proposta, que me interessou e vou avaliar". Cinderela Baiana começou a ser gravado em 15 de junho de 1998 nas cidades baianas de Salvador e Milagres. No dia 18, as gravações no bairro dos Alagados tiveram de ser interrompidas devido ao assédio dos fãs, que estavam pedindo por autógrafos de Carla e acabaram destruindo uma ponte de acesso às palafitas. Segundo o Folha de S.Paulo, o custo de produção foi de aproximadamente 2,9 milhões de dólares. Após três meses em produção, o filme foi lançado em 4 de setembro pela Art Filmes. Menos de três meses após seu lançamento nos cinemas, em novembro, foi lançado em VHS.

## Recepção
Foi de surpresa e nem vi o resultado, mas dizem que foi ruim.

Alexandre Pires ao O Pioneiro sobre sua participação no filme
Segundo a Agência Nacional do Cinema (Ancine), Cinderela Baiana teve um público de 32 mil pessoas e uma receita de 180 mil reais. A recepção crítica na época do lançamento do filme foi negativa. Joana Rodrigues, para o jornal O Pioneiro, no dia do lançamento, disse: "Considerar Cinderela Baiana um filme é pedir demais. [...] Incompetência é palavra de ordem de Cinderela Baiana". Em uma matéria do Jornal do Brasil sobre o lançamento em VHS, menos de três meses após o lançamento nos cinemas, foi dito: "[o filme] foi um retumbante fracasso, não só de crítica como de público". No início de 1999, o Tribuna da Imprensa declarou: "O filme foi considerado tão ruim que nem Carla Perez topou promovê-lo"; notou ainda que foi um "fracasso de bilheteria" e ficou em cartaz em apenas um cinema em Salvador. Renato Lemos, ao Jornal do Brasil, disse: "é a pior coisa produzida no cinema nacional desde que Gretchen fez Aluga-Se Moças". A cantora Daniela Mercury recomendou o filme, "por valorizar o cenário da minha terra".
Retrospectivamente, é considerado um dos piores filmes brasileiros da história, aparecendo em diversas listas do tipo. Em 2010, a revista Veja fez uma lista dos 10 piores filmes brasileiros de todos os tempos, inserindo Cinderela Baiana em primeiro lugar e referindo-se a ele como uma "vergonha". O escritor, blogueiro e crítico de cinema Renzo Mora discorreu sobre Cinderela Baiana em seu livro de 2009 25 Filmes que Podem Arruinar a Sua Vida! Em 2016, Cinderela Baiana foi incluído na lista dos "20 piores filmes de todos os tempos" do Estadão, na 12.ª posição, e em 2018 apareceu em primeiro lugar na lista dos "três melhores piores filmes do cinema nacional" da Superinteressante, junto a O Guerreiro Didi e a Ninja Lili e Inspetor Faustão e o Mallandro. A Revista Bula inseriu o filme em sua lista dos 21 piores filmes brasileiros de todos os tempos. O AdoroCinema colocou-o em sua lista de "10 filmes tão ruins, mas tão ruins que viraram clássicos cults".

### Resposta
Carla anunciou numa entrevista de 2008 que renegara o filme, dizendo que se arrepende dele como atriz. Contrariamente, o ator Lázaro Ramos afirmou, em uma entrevista de 2015, que não se arrepende de ter participado do filme, que permitiu que ele deixasse seu emprego como técnico de laboratório de patologia e conseguisse pagar aulas de teatro. Em abril de 2016, fãs criaram uma campanha no Facebook para que Cinderela Baiana fosse adicionado à plataforma de streaming Netflix, que atingiu mais de 6 mil participantes. A Netflix respondeu com um vídeo no qual Carla afirma que a plataforma só aceita filmes em HD, e como o filme só está disponível em VHS, a adição não seria possível.